# ملک‌آباد حمام‌لو
ملک‌آباد حمام‌لو، روستایی از توابع شهرستان چهارباغ در استان البرز ایران است.

## جمعیت
این روستا در دهستان چهاردانگه قرار دارد و براساس سرشماری مرکز آمار ایران در سال ۱۳۸۵، جمعیت آن ۱۵٬۲۹۶ نفر (۳٬۷۱۷خانوار) بوده‌است.